# Кашиани (подокруг)
Кашиани (бенг. কাশিয়ানী, англ. Kashiani) — подокруг в центральной части Бангладеш в составе округа Гопалгандж. Образован в 1936 году. Административный центр — город Кашиани. Площадь подокруга — 299,64 км². По данным переписи 1991 года численность населения подокруга составляла 205 596 человек. Плотность населения равнялась 686 чел. на 1 км². Уровень грамотности населения составлял 39,7 %. Религиозный состав: мусульмане — 72,86 %, индуисты — 27 %, христиане —  0,05 %, прочие — 0,09 %.